# 후버투스 폰 그륀버그
후버투스 에버하르트 호르스트 폰 그륜버그(Hubertus Eberhard Horst von Grünberg, 1942년 7월 20일~)는 독일의 기업인이다.
콘티넨탈 AG 등 다양한 회사의 직책을 맡았으며 특히 페터 로버트 보저가 취임하기 전까지 ABB이사회 의장이었던 것으로 유명하다.